# Полещук, Екатерина Игоревна
Екатерина Игоревна Полещук (род. 24 марта 1994, Гулькевичи, Краснодарский край) — российская спортсменка, бронзовый призёр чемпионата мира 2019 года, чемпионка России 2023 года, призёр чемпионатов России по вольной борьбе, мастер спорта России. Выступает за Минобрнауки Краснодарского края. Член сборной команды страны с 2013 года.
На предолимпийском чемпионате планеты в Казахстане в 2019 году в весовой категории до 50 кг, Екатерина завоевала бронзовую медаль и принесла России олимпийскую лицензию в Токио.
На чемпионате Европы 2021 года, который проходил в апреле в Варшаве, в весовой категории до 50 кг, российская спортсменка завоевала бронзовую медаль.

## Спортивные результаты
- Чемпионат России по женской борьбе 2023 года (Каспийск) — ;
- Чемпионат России по женской борьбе 2019 года — ;
- Чемпионат России по женской борьбе 2017 года — ;
- Чемпионат России по женской борьбе 2016 года — ;
- Чемпионат мира по борьбе среди спортсменов до 23 лет 2017 года — ;
- Гран-при Иван Ярыгин 2018 года — ;
- Гран-при Иван Ярыгин 2017 года — ;
- Гран-при Иван Ярыгин 2023 года — ;